# 14643 Morata
14643 Morata eller 1998 WZ30 är en asteroid i huvudbältet som upptäcktes den 24 november 1998 av den franske astronomen René Roy vid Blauvac-observatoriet. Den är uppkallad efter Didier och Stephane Morata.
Asteroiden har en diameter på ungefär 5 kilometer.